# Belle Angevine (pera)
Belle Angevine (en España: 'Bella Angevina') es una variedad cultivar de pera europea Pyrus communis. Esta pera está cultivada en la colección de la Estación Experimental Aula Dei (Zaragoza). Esta pera está muy difundido su cultivo en España, aunque es originaria de la zona Angers ( Francia).

## Sinonimia
- "Bella Angevina" en E.E. de Aula Dei (Zaragoza) España.[1][7][8]

## Historia
Su origen se sitúa en Francia, pera muy antigua, una de las peras más grandes que se conocen. Esta pera ceremonial se come cocida, con vino tinto por ejemplo, es la receta recomendada en la región angevina (zona de Angers) de donde es originaria.
Consta una descripción del fruto: Leroy, 1867 : 188; Hedrick, 1921 : 262; Soc. Pom. France 1947 : 229; Baldini y Sacaramuzzi, 1957 : 281, y en E. E. Aula Dei.
En España 'Bella Angevina' está considerada incluida en las variedades locales autóctonas muy antiguas, cuyo cultivo se centraba en comarcas muy definidas. Se caracterizaban por su buena adaptación a sus ecosistemas y podrían tener interés genético en virtud de su adaptación. Se encontraban diseminadas por todas las regiones fruteras españolas, aunque eran especialmente frecuentes en la España húmeda. Estas se podían clasificar en dos subgrupos: de mesa y de cocina (aunque algunas tenían aptitud mixta).
'Bella Angevina' es una variedad clasificada como de cocina, difundido su cultivo en el pasado por los viveros comerciales y cuyo cultivo en la actualidad se ha reducido a huertos familiares y jardines privados.

## Características
El peral de la variedad 'Belle Angevine' tiene un vigor medio; florece a inicios de mayo; tubo del cáliz grande, en forma de embudo con conducto muy largo, bastante ancho, y con pistilos verdes.
La variedad de pera 'Belle Angevine' tiene un fruto de tamaño grande a muy grande; forma variable tanto piriforme, como calabaciforme o turbinada, superficie irregular con grandes protuberancias y abolladuras, con cuello más o menos acentuado, según la forma general del fruto, y contorno irregular, a veces ondulado; piel lisa, más o menos brillante; con color de fondo amarillo pajizo o dorado con zonas verdosas, con sobre color lavado de rojo en chapa muy variable, presentando zona ruginosa-"russeting" alrededor del pedúnculo, a veces en forma de estrías más o menos anchas y estrechas, "russeting" (pardeamiento áspero superficial que presentan algunas variedades) medio; pedúnculo de longitud medio o largo, de grosor mediano, ligeramente ensanchado en su extremo superior y algo carnoso en la base, casi derecho o curvo y retorcido, implantado generalmente oblicuo, a veces como prolongación del fruto, cavidad peduncular nula o sumamente estrecha y casi superficial; anchura de la cavidad calicina con una anchura y profundidad medias, forma irregular, con borde fuertemente ondulado o mamelonado; ojo grande, cerrado o semicerrado. Sépalos carnosos, convergentes, dejando huecos entre ellos.
Carne de color blanco crema; textura seca áspera; sabor poco dulce, astringente, mala para consumo en mesa, muy buena en elaboraciones en la cocina; corazón grande, estrecho, fusiforme. Eje bastante amplio, relleno. Celdillas grandes, elípticas, muy próximas al eje. Semillas grandes, alargadas, con iniciación muy ligera de espolón, de color oscuro.
La pera 'Belle Angevine' tiene una época de maduración y recolección tardía en invierno. Se usa sobre todo como pera de cocina, en la elaboración de múltiples recetas.